# NGC 2136
NGC 2136 est un amas ouvert situé dans la constellation de la Dorade. Cet amas est situé dans le Grand Nuage de Magellan,. Il a été découvert par l'astronome écossais James Dunlop en 1826.